# Alain Le Saux (poète)
Pour les articles homonymes, voir Saux (homonymie) et Alain Le Saux.
Alain Le Saux est un écrivain et poète français né le 15 août 1959 à Lannion.

## Biographie
Alain Le Saux exerce le métier de correcteur en édition et habite Brest.
Il est à l'origine, avec Marie-Paule Zuate et Didier Pavois, des Éditions Les Hauts-Fonds à Brest. Il a aussi créé en 2009 les Éditions S'emmêler avec Kathy Diascorn.

## Publications
- Voces voix voices, Travesias, 2009
- Doux corps, Les Cahiers de l’umbo, 2008
- CruciFiction, Les Hauts-Fonds, 2008
- Aucune fiction, Wigwam éditions, 1992
- Arsenic blanc vivant, Delta station blanche de la nuit, 1987

### Anthologies
- Poesia francesa de la region de Bretana, anthologie réalisée par Chantal Bideau, éditions Vox, 2009
- En Bretagne ici et là, 40 lieux, 40 auteur, Keltia Graphic, 2008
- Anthologie sauvage, présentée par Marie-Josée Christien (revue Spered Gouez), 2003
- Poésie der/en Bretagne, Atelier Verlag Andernach, Allemagne, 1992
- Un état des lieux, 23 poètes de Bretagne, présentée par Jacques Josse, éd. Ubac, 1989
- Choisir la poésie en France, éd. Écrits des Forges, 1988

### Livres d'artiste et sur des artistes
- Entre les mains, entre les sommeils (sur des photographies de Jean-Paul Senez), éditions S’emmêler, 2011
- Les Talus, avec Maya Mémin, 2010
- Laisse entrer les ombres (sur une installation de Kathy Diascorn), éditions S’emmêler, 2010
- La Chemise blanche, avec Maya Mémin, 2010
- Ne pas océaniser, éditions S’emmêler, avec Kathy Diascorn, 2009[2]

## Pour approfondir